# 2012-es Monte-Carlo-rali

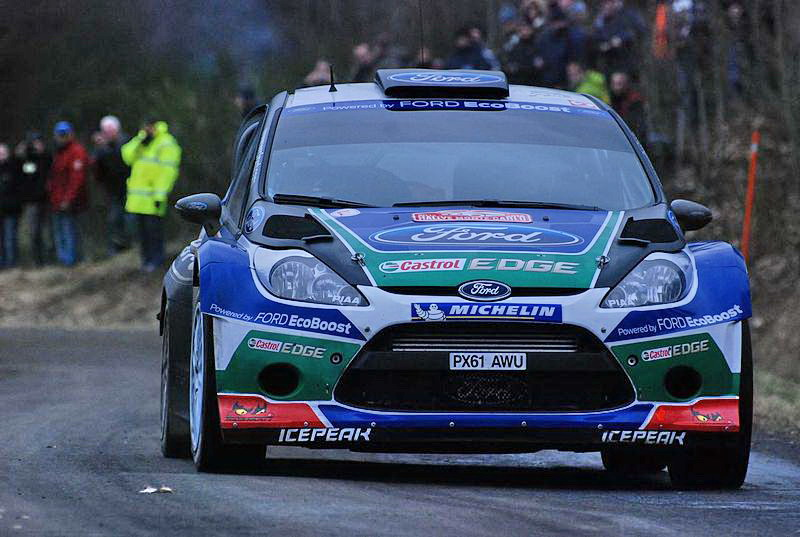
Petter Solberg a versenyen

A 2012-es Monte-Carlo-rali (hivatalosan: 80ème Rallye Automobile de Monte-Carlo) volt a 2012-es rali-világbajnokság első versenye. Február 17. és 22. között került megrendezésre, 18 gyorsasági szakaszból állt, melyek össztávja 433,36 kilométert tett ki. A 82 indulóból 54 ért célba.
A versenyt a címvédő világbajnok Sébastien Loeb nyerte, akinek ez volt a hatodik sikere Monte Carlóban. Másodikként a spanyol Dani Sordo végzett, harmadik pedig a norvég Petter Solberg lett.
A verseny a 2012-es N csoportos rali-világbajnokság, valamint a Super 2000-es világbajnokság nyitófutama is volt egyben. Előbbit a lengyel Michał Kościuszko, míg utóbbit az ír Craig Breen nyerte.

## Szakaszok
| Nap             | Szakasz | Rajtidő | Szakasz neve                                       | Hossz    | Győztes            | Idő     | Átlagsebesség | Versenyben vezető  |
| --------------- | ------- | ------- | -------------------------------------------------- | -------- | ------------------ | ------- | ------------- | ------------------ |
| 1. (Január 18.) | 1.      | 9:03    | Le Moulinon – Antraigues 1                         | 36.87 km | Sébastien Loeb     | 24:04.0 | 91.92 km/h    | Sébastien Loeb     |
| 1. (Január 18.) | 2.      | 10:21   | Burzet – St Martial 1                              | 30.48 km | Jari-Matti Latvala | 21:28.2 | 85.18 km/h    | Jari-Matti Latvala |
| 1. (Január 18.) | 3.      | 14:21   | Le Moulinon – Antraigues 2                         | 36.87 km | Sébastien Loeb     | 23:47.0 | 93.01 km/h    | Jari-Matti Latvala |
| 1. (Január 18.) | 4.      | 16:20   | Burzet – St Martial 2                              | 30.48 km | Sébastien Loeb     | 20:18.2 | 90.07 km/h    | Sébastien Loeb     |
| 2. (Január 19.) | 5.      | 9:33    | Labatie D'Andaure – Lalouvesc 1                    | 19.00 km | Sébastien Loeb     | 11:22.5 | 100.22 km/h   | Sébastien Loeb     |
| 2. (Január 19.) | 6.      | 10:14   | St. Bonnet – St. Julien Molhesabate – St. Bonnet 1 | 25.22 km | Sébastien Loeb     | 12:37.7 | 119.83 km/h   | Sébastien Loeb     |
| 2. (Január 19.) | 7.      | 11:37   | Lamastre – Gilhoc – Alboussière 1                  | 21.66 km | Sébastien Loeb     | 13:41.8 | 94.88 km/h    | Sébastien Loeb     |
| 2. (Január 19.) | 8.      | 14:50   | Labatie D'Andaure – Lalouvesc 2                    | 19.00 km | Dani Sordo         | 11:14.9 | 101.35 km/h   | Sébastien Loeb     |
| 2. (Január 19.) | 9.      | 15:31   | St. Bonnet – St. Julien Molhesabate – St. Bonnet 2 | 25.22 km | Sébastien Loeb     | 12:29.6 | 121.12 km/h   | Sébastien Loeb     |
| 2. (Január 19.) | 10.     | 16:54   | Lamastre – Gilhoc – Alboussière 2                  | 21.66 km | Sébastien Loeb     | 14:00.6 | 92.76 km/h    | Sébastien Loeb     |
| 3. (Január 20.) | 11.     | 10:02   | St-Jean-en-Royans – Font d'Urle                    | 23.28 km | Petter Solberg     | 12:08.6 | 115.03 km/h   | Sébastien Loeb     |
| 3. (Január 20.) | 12.     | 10:43   | Cimetiere de Vassieux – Col de Gaudissart          | 24.13 km | Mikko Hirvonen     | 15:47.7 | 91.66 km/h    | Sébastien Loeb     |
| 3. (Január 20.) | 13.     | 15:11   | Montauban-sur-l'Ouvèze – Eygalayes                 | 29.89 km | Mikko Hirvonen     | 17:08.7 | 104.6 km/h    | Sébastien Loeb     |
| 4. (Január 21.) | 14.     | 15:11   | Moulinet – La Bollène Vésubie 1                    | 23.41 km | Mikko Hirvonen     | 15:38.4 | 89.81 km/h    | Sébastien Loeb     |
| 4. (Január 21.) | 15.     | 15:54   | Lantosque – Lucéram 1                              | 18.81 km | Petter Solberg     | 12:57.0 | 87.15 km/h    | Sébastien Loeb     |
| 4. (Január 21.) | 16.     | 19:34   | Moulinet – La Bollène Vésubie 2                    | 23.41 km | Petter Solberg     | 15:45.5 | 89.13 km/h    | Sébastien Loeb     |
| 4. (Január 21.) | 17.     | 21:17   | Lantosque – Lucéram 2                              | 18.81 km | Petter Solberg     | 13:05.8 | 86.17 km/h    | Sébastien Loeb     |
| 5. (Január 22.) | 18.     | 10:11   | Ste Agnès – Col de la Madone (Power stage)         | 5.16 km  | Sébastien Loeb     | 3:27.8  | 89.39 km/h    | Sébastien Loeb     |

## Végeredmény
| Helyezés | Versenyző         | Navigátor           | Autó                       | Idő       | Különbség | Pont |
| -------- | ----------------- | ------------------- | -------------------------- | --------- | --------- | ---- |
| 1.       | Sébastien Loeb    | Daniel Elena        | Citroën DS3 WRC            | 4:32:39.9 | 0.0       | 28   |
| 2.       | Dani Sordo        | Carlos del Barrio   | Mini John Cooper Works WRC | 4:35:25.4 | 2:45.5    | 18   |
| 3.       | Petter Solberg    | Chris Patterson     | Ford Fiesta RS WRC         | 4:35:54.1 | 3:14.2    | 15   |
| 4.       | Mikko Hirvonen    | Jarmo Lehtinen      | Citroën DS3 WRC            | 4:36:46.7 | 4:06.8    | 14   |
| 5.       | Jevgenyij Novikov | Denis Giraudet      | Ford Fiesta RS WRC         | 4:38:43.3 | 6:03.4    | 11   |
| 6.       | François Delecour | Dominique Savignoni | Ford Fiesta RS WRC         | 4:40:27.8 | 7:47.9    | 8    |
| 7.       | Pierre Campana    | Sabrina de Castelli | Mini John Cooper Works WRC | 4:41:11.3 | 8:31.4    | 6    |
| 8.       | Ott Tänak         | Kuldar Sikk         | Ford Fiesta RS WRC         | 4:43:14.5 | 10:34.6   | 4    |
| 9.       | Martin Prokop     | Zdeněk Hrůza        | Ford Fiesta RS WRC         | 4:48:50.6 | 16:10.7   | 2    |
| 10.      | Armindo Araújo    | Miguel Ramalho      | Mini John Cooper Works WRC | 4:48:56.5 | 16:16.6   | 1    |
| SWRC     |                   |                     |                            |           |           |      |
| 1. (14.) | Craig Breen       | Gareth Roberts      | Ford Fiesta S2000          | 4:57:06.2 | 0.0       | 25   |
| 2. (15.) | Bryan Bouffier    | Xavier Panseri      | Peugeot 207 S2000          | 5:00:05.3 | 2:59.1    | 18   |
| PWRC     |                   |                     |                            |           |           |      |
| 1. (30.) | Michał Kościuszko | Maciek Szczepaniak  | Mitsubishi Lancer Evo X    | 5:35:14.8 | 0.0       | 25   |
| 2. (54.) | Louise Cook       | Stefan Davis        | Ford Fiesta ST             | 7:02:39.6 | 1:27:24.8 | 18   |

## Szuperspeciál (Power Stage)
| Helyezés | Versenyző         | Idő    | Különbség | Átlagsebesség | Pont |
| -------- | ----------------- | ------ | --------- | ------------- | ---- |
| 1        | Sébastien Loeb    | 3:27.8 | 0.0       | 89.39 km/h    | 3    |
| 2        | Mikko Hirvonen    | 3:29.0 | +1.2      | 88.88 km/h    | 2    |
| 3        | Jevgenyij Novikov | 3:30.4 | +2.6      | 88.29 km/h    | 1    |